# Spillo conico
Lo spillo conico è un componente fondamentale per la carburazione dei carburatori a saracinesca, permettendo di variare meccanicamente il circuito del massimo fin dalle prime aperture del gas (la maggiore influenza si ha tra 1/8 e 3/4 dell'apertura totale), viene costruito in ottone, alluminio, in acciaio o alpacca.

## Tipo
Gli spilli conici non sono tutti uguali, ne esistono tre tipi differenti:

### Spillo conico
Questo tipo di spillo viene utilizzato sui carburatori con il venturi rotondo, permettendo d'avere una carburazione costante, se si utilizza la giusta conicità, diametro della punta, diametro dello spillo e posizione del seger, perché variando in continuazione il loro diametro, creano una resistenza variabile nel circuito del massimo e quindi permette di regolare il flusso di benzina al motore, in questo caso la conicità riesce a regolare il flusso anche con il comando del gas completamente aperto.

### Spillo conico con punta cilindrica
Rispetto al cilindro conico, questo spillo ha una punta di diametro costante, questa sua particolarità fa sì che lo spillo giunto a un certo azionamento del comando gas, circa i 3/4, da allora in poi si ha una regolazione molto limitata dell'afflusso di benzina.

Questo fa sì che con diverse posizioni del seger si può regolare solo fino ai 3/4 (circa) dell'apertura massima, ovviamente abbassando lo spillo si aumenta la fascia d'intervento dello spillo conico.

### Spillo conico a multi-conicità
Questo spillo rispetto allo spillo conico, permette di variare la carburazione in modo più definito, con maggiori possibilità di carburazioni, infatti con questo spillo si può regolare meglio la carburazione delle medie aperture (generalmente viene utilizzato per impoverire la carburazione), senza influire pesantemente nelle altre condizioni d'azionamento del comando gas, cosa che non è fattibile con lo spillo conico, che è munito di una sola conicità.

Inoltre questo tipo di spillo è l'ideale per i carburatori con il venturi ovale, infatti per via della sua conformazione non necessita l'utilizzo di circuiti d'arricchimento, che richiedono getti chiamati Power jet.
Generalmente tali spilli sono formati da sole due conicità, infatti spilli con più coni risultano molto costosi e riservati a prodotti d'alta fascia qualitativa.

## Parti
Lo spillo è costituito da più parti:
- Posti seeger, questi posti, che variano da un minimo di 0 fino a un massimo di 5 (raramente si supera questo valore), servono per variare la posizione dello spillo, in modo da poter regolare l'inizio dell'influenza della conicità dello spillo e la sua partecipazione su tutto l'arco d'intervento, la posizione dei posti seeger viene contata dall'alto verso il basso, quindi dal corpo spillo (parte cilindrica) verso la punta dello spillo.
- Cilindro, questa zona è molto breve, serve per posizionare correttamente il cono dello spillo dentro il polverizzatore definendo anche l'inizio della variazione dell'apporto di carburante nel condotto d'aspirazione, questo componente è cilindrico per limitare le perdite di flusso derivate dalla sua presenza, che genera attrito e un restringimento del condotto e per evitare che lo spillo si possa spostare/inclinare.
- Cono, questa è la parte più importante dello spillo, perché è quella che permette la carburazione corretta del motore, dove variando la sua conicità con diverse misure della sua lunghezza, del diametro spillo e punta, si modifica la progressione della carburazione, dove con l'adozione del solo diametro di punta maggiore o lunghezza maggiore, si diminuisce l'apporto alle aperture massime del gas, mentre con il diametro dello spillo maggiore, si diminuisce l'apporto alle piccole aperture; Adottando misure opposte si hanno effetti contrari.

## Misure

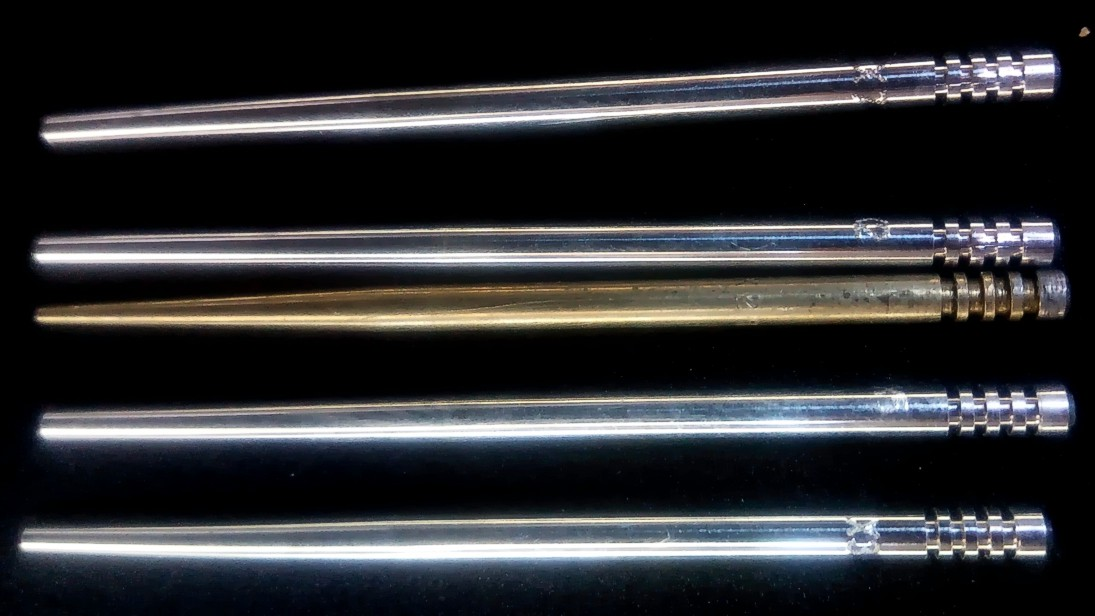
Spilli conici per carburatori Dell'Orto, prodotti in vari materiali, in alluminio le versioni replica, in ottone lo spillo originale Dell'Orto (al centro)

Lo spillo conico ha molte misure, le quali risultano molto importanti per la carburazione, un tipo di misurazione utilizzato è il seguente:
- Ø spillo, è il diametro della base del cono che costituisce lo spillo, nel caso di spillo a multi-conicità, si hanno tante misure quante sono le basi dei coni.
- Ø punta, è il diametro della punta dello spillo conico.
- Lunghezza spillo, è la lunghezza totale dello spillo.
- Lunghezza utile, è la lunghezza della parte che interagisce nella carburazione, che parte dalla base del cono, fino alla punta dello spillo, nel caso dello spillo a punta cilindrica, si ha una misura aggiuntiva, che consiste nella misura della lunghezza della punta cilindrica, per quanto riguarda gli spilli a multi-conicità, si hanno più misure, riferite ai vari coni.

Un altro tipo di misurazione utilizzato è il seguente:
- Lunghezza spillo, è la lunghezza totale dello spillo.
- Lunghezza cono, questa lunghezza è riferita al solo cono e si possono avere più misure riferite a più coni.
- Inclinazione cono, a ogni lunghezza del cono è riportata l'inclinazione in gradi del cono.

## Effetti sulla carburazione
Lo spillo conico influisce la carburazione in più modi:
- Diametro iniziale, maggiore sarà il suo valore e più la carburazione sarà magra di carburante, si ha l'effetto opposto con diametro più piccolo
- Conicità, maggiore sarà l'inclinazione della conicità e più la carburazione diventerà ricca di combustibile con l'aumento dell'apertura della valvola gas, nel caso sia del tipo multicono la conicità deve essere presa in considerazione per ogni cono.
- Punta, maggiore sarà il suo diametro e più la carburazione sarà magra in condizione di valvola gas completamente aperta
- Posizione del seger, spostando il seger si modifica l'inizio dell'intervento del cono dello spillo, portando ad avere una condizione di partenza praticamente immutata, dato che inizialmente lo spillo conico è cilindrico, ma porta ad avere la parte conica tutta più spostata in alto o in basso, a seconda se si è posto più in basso o in alto il seger, quindi arricchendo o impoverendo la carburazione